# Feeding the Monkies at Ma Maison
Albums de Frank Zappa
Hammersmith Odeon
(2010) Carnegie Hall
(2011)
Feeding The Monkies At Ma Maison est un album posthume de Frank Zappa, regroupant cinq compositions exécutées au Synclavier.

## Liste de titres
1. Feeding The Monkies At Ma Maison — 20 min 14 s
2. Buffalo Voice — 11 min 35 s
3. Secular Humanism — 6 min 37 s
4. Worms From Hell — 5 min 30 s
5. Samba Funk — 11 min 28 s

## Musiciens
- Frank Zappa : synclavier
- Moon Zappa : chant

## Production
- Production : Gail Zappa & Joe Travers
- Direction musicale : Frank Zappa
- Conception pochette, direction artistique : Gail Zappa
- Photos : Dennis Keely